# Пиролитический углерод
Пиролитический углерод (пироуглерод) — это углеродные плёнки, образующиеся на нагретых поверхностях по причине термического нарушения целостности вещества. Этот класс материалов, который отличается структурой и свойствами, объединённых принципом получения.
Получение пироуглерода происходит путём кристаллизации из газовой фазы на гладкой твердой поверхности. Изначально происходит образование «зародышей» на поверхности и их рост, в процессе которого атомы газообразного углерода взаимодействуют с углеродом «зародышей», в результате чего образуется твердая структура. Рост твердой структуры происходит в виде конуса, медленно расширяясь, основания конусов заполняют всю поверхность образования «зародышей», превращаясь в цилиндры. Внутри слои углеродных атомов образуют графитоподобную структуру. Существуют два типа пироуглерода, структура и свойства которых определяются температурами образования: низкотемпературный (800—1100 °C) и высокотемпературный (1400—2200 °C).

## Свойства
Пироуглерод схож по свойствам с углеродным волокном характеризуется некоторыми физико-механическими особенностями:
 — Стойкость к эрозии и воздействию агрессивных сред.
 — Непроницаемость для жидкостей или газов.

## Применение
Пироуглерод применяется для получения композиционных материалов. Углеродная матрица в композитных материалах выполняет функцию передачи усилий на волокна, изоляции волокон друг от друга и от внешней среды.
Область применения: объёмное уплотнение графитовой теплообменной аппаратуры, электроды для химического спектрального анализа, материалы для работы в коррозионных жидких средах, высокотемпературные нагреватели, подвижные межпозвонковые имплантаты.